# Kraina uśmiechu
Kraina uśmiechu (niem.: Das Land des Lächelns) – operetka Franza Lehára w trzech aktach z 1929 roku. Premiera miała miejsce 10 października 1929 roku w Berlinie w Metropol-Theater. Libretto zostało napisane przez Ludwiga Herzera i Fritza Löhnera-Bedę.